# Scott Williams (cestista)
Scott Christopher Williams (Hacienda Heights, 21 marzo 1968) è un ex cestista e allenatore di pallacanestro statunitense, professionista nella NBA.

## Carriera
Williams entra nella NBA nel 1990, ma senza passare dal draft in quanto infortunato alla spalla. Durante l'estate si allena duramente e riesce ad ottenere l'ultimo posto in squadra.
Durante il primo anno l'infortunio alla spalla si fa sentire e Williams partecipa solo in parte alla vittoria del titolo. In gara-6 della finale del 1992, che vedeva i Bulls opposti ai Portland Trail Blazers di Clyde Drexler, a pochi minuti dalla fine il coach Phil Jackson inserisce tutte le riserve, in quanto la squadra è sotto di parecchio.
Williams e compagni macinano però gioco rimontando punto su punto, al che Jackson reinserisce i giocatori del quintetto base, eccetto il centro, lasciando Williams in campo fino alla fine.
Nel 1993 vince il suo terzo Larry O'Brien Championship Trophy.

## Statistiche

### College
| Anno      | Squadra             | PG  | PT | MP   | TC%  | 3P%  | TL%  | RP  | AP  | PRP | SP  | PP   |
| --------- | ------------------- | --- | -- | ---- | ---- | ---- | ---- | --- | --- | --- | --- | ---- |
| 1986-1987 | N. Carol. Tar Heels | 36  | 1  | 15,0 | 49,7 | 0,0  | 55,8 | 4,2 | 0,9 | 0,8 | 0,8 | 5,5  |
| 1987-1988 | N. Carol. Tar Heels | 34  | 33 | 26,5 | 57,2 | 42,9 | 67,3 | 6,4 | 1,2 | 1,3 | 1,3 | 12,8 |
| 1988-1989 | N. Carol. Tar Heels | 35  | 30 | 22,9 | 55,6 | 0,0  | 65,4 | 7,3 | 0,7 | 0,9 | 1,4 | 11,4 |
| 1989-1990 | N. Carol. Tar Heels | 33  | 30 | 24,6 | 55,4 | 14,3 | 61,5 | 7,3 | 0,8 | 1,1 | 1,2 | 14,5 |
| Carriera  | Carriera            | 138 | 94 | 22,1 | 55,1 | 23,5 | 63,3 | 6,2 | 0,9 | 1,0 | 1,2 | 10,9 |

### NBA

#### Regular season
| Anno      | Squadra             | PG  | PT  | MP   | TC%  | 3P%  | TL%  | RP  | AP  | PRP | SP  | PP  |
| --------- | ------------------- | --- | --- | ---- | ---- | ---- | ---- | --- | --- | --- | --- | --- |
| 1990-1991 | Chicago Bulls       | 51  | 0   | 6,6  | 51,0 | 50,0 | 71,4 | 1,9 | 0,3 | 0,2 | 0,3 | 2,5 |
| 1991-1992 | Chicago Bulls       | 63  | 0   | 11,0 | 48,3 | 0,0  | 64,9 | 3,9 | 0,8 | 0,2 | 0,6 | 3,4 |
| 1992-1993 | Chicago Bulls       | 71  | 5   | 19,3 | 46,6 | 0,0  | 71,4 | 6,4 | 1,0 | 0,8 | 0,9 | 5,9 |
| 1993-1994 | Chicago Bulls       | 38  | 11  | 16,8 | 48,3 | 20,0 | 61,2 | 4,8 | 1,0 | 0,4 | 0,6 | 7,6 |
| 1994-1995 | Philadelphia 76ers  | 77  | 43  | 23,1 | 47,5 | 0,0  | 73,8 | 6,3 | 0,8 | 0,9 | 0,5 | 6,4 |
| 1995-1996 | Philadelphia 76ers  | 13  | 1   | 14,8 | 51,7 | 0,0  | 83,3 | 3,5 | 0,4 | 0,5 | 0,5 | 3,1 |
| 1996-1997 | Philadelphia 76ers  | 62  | 52  | 21,2 | 50,9 | 0,0  | 69,1 | 6,4 | 0,7 | 0,7 | 0,7 | 5,8 |
| 1997-1998 | Philadelphia 76ers  | 58  | 7   | 13,8 | 43,7 | 0,0  | 81,0 | 3,6 | 0,5 | 0,3 | 0,4 | 4,1 |
| 1998-1999 | Philadelphia 76ers  | 2   | 0   | 8,5  | 0,0  | -    | -    | 1,0 | 0,5 | 1,0 | 0,5 | 0,0 |
| 1998-1999 | Milwaukee Bucks     | 5   | 0   | 5,8  | 33,3 | -    | 57,1 | 2,4 | 0,0 | 0,2 | 0,2 | 2,8 |
| 1999-2000 | Milwaukee Bucks     | 68  | 46  | 21,9 | 50,0 | -    | 72,9 | 6,6 | 0,4 | 0,6 | 1,0 | 7,6 |
| 2000-2001 | Milwaukee Bucks     | 66  | 31  | 19,3 | 47,4 | 25,0 | 85,7 | 5,5 | 0,5 | 0,7 | 0,5 | 6,1 |
| 2001-2002 | Denver Nuggets      | 41  | 16  | 18,0 | 39,6 | 0,0  | 73,2 | 5,1 | 0,3 | 0,4 | 0,8 | 4,9 |
| 2002-2003 | Phoenix Suns        | 69  | 33  | 12,6 | 41,1 | 0,0  | 78,6 | 2,8 | 0,3 | 0,4 | 0,3 | 4,0 |
| 2003-2004 | Phoenix Suns        | 16  | 10  | 16,7 | 52,5 | 100  | 69,2 | 4,5 | 0,4 | 0,9 | 0,4 | 7,3 |
| 2003-2004 | Dallas Mavericks    | 27  | 11  | 9,6  | 43,5 | 0,0  | 50,0 | 2,2 | 0,4 | 0,2 | 0,3 | 3,0 |
| 2004-2005 | Cleveland Cavaliers | 19  | 0   | 8,0  | 29,3 | 0,0  | 81,8 | 1,6 | 0,4 | 0,2 | 0,3 | 1,7 |
| Carriera  | Carriera            | 746 | 266 | 16,4 | 46,7 | 11,1 | 72,1 | 4,7 | 0,6 | 0,5 | 0,6 | 5,1 |

#### Play-off
| Anno     | Squadra          | PG | PT | MP   | TC%  | 3P% | TL%  | RP  | AP  | PRP | SP  | PP   |
| -------- | ---------------- | -- | -- | ---- | ---- | --- | ---- | --- | --- | --- | --- | ---- |
| 1991     | Chicago Bulls    | 12 | 0  | 6,0  | 46,2 | 0,0 | 55,0 | 1,7 | 0,3 | 0,1 | 0,3 | 1,9  |
| 1992     | Chicago Bulls    | 22 | 0  | 14,6 | 48,6 | 0,0 | 71,4 | 4,3 | 0,3 | 0,3 | 0,8 | 4,0  |
| 1993     | Chicago Bulls    | 19 | 0  | 20,8 | 50,6 | 0,0 | 55,2 | 5,8 | 1,4 | 0,4 | 0,9 | 5,5  |
| 1994     | Chicago Bulls    | 10 | 0  | 15,1 | 42,1 | -   | 71,4 | 3,9 | 0,7 | 0,7 | 0,3 | 6,3  |
| 2000     | Milwaukee Bucks  | 5  | 0  | 18,6 | 63,9 | -   | 83,3 | 5,6 | 0,4 | 0,4 | 1,0 | 10,2 |
| 2001     | Milwaukee Bucks  | 17 | 17 | 22,2 | 49,2 | -   | 57,1 | 7,2 | 0,7 | 0,6 | 1,4 | 7,9  |
| 2003     | Phoenix Suns     | 6  | 6  | 13,8 | 34,4 | -   | 100  | 2,5 | 0,2 | 0,7 | 0,5 | 4,0  |
| 2004     | Dallas Mavericks | 3  | 0  | 3,7  | 0,0  | -   | -    | 1,3 | 0,0 | 0,0 | 0,3 | 0,0  |
| Carriera | Carriera         | 94 | 23 | 16,0 | 48,0 | 0,0 | 63,4 | 4,6 | 0,6 | 0,4 | 0,8 | 5,2  |

## Palmarès
- McDonald's All-American Game (1986)
- Campionato NBA: 3

Chicago Bulls: 1991, 1992, 1993